# 徐兆先
徐兆先（16世紀—16世紀），字履漸，號次逵，廣東廣州府番禺縣石湖人，明朝政治人物。

## 生平
徐兆先是嘉靖十九年（1540年）庚子科廣東鄉試舉人，三十二年（1553年）授桂陽知縣，為政平易，崇重學校，每天講課激勵士子，又開通三瀧險要、辨解開礦不利、建倉庫儲存粟，人們都感激他，陞荊州通判，四十年（1561年）改任吉安通判，隆慶五年（1571年）改任寧波通判。

## 引用
1. 1 2  同治《番禺縣志·卷四十·列傳九》：徐兆先，字履漸，嘉靖十九年舉人，知桂陽縣，為政平易，崇學校，朔望講書，士心激奮，開三瀧之險，辨礦砂之妄，建倉儲粟，立關以詰奸，民感德之，陞荊州府通判，祀名宦。 據《彬【郴】州志》修
2. ↑  同治《桂陽縣志·卷十二·職官志》：徐兆先，號次逵，廣東番禺舉人，嘉靖三十二年任，平易近人，崇重學校，朔望講書，士心激勸，開三瀧之險、辨礦砂之妄，建倉儲積，立關詰奸，民咸德之，陞荊州府通判，祀名宦。
3. ↑  光緒《吉安府志·卷十一·秩官志》：明……通判……徐兆先 番禺人，舉人，嘉靖四十年任
4. ↑  道光《寧波府志·卷十六·秩官上》：明……通判……隆慶……徐兆先 番禺舉人，五年任